# Cacofemismo
Il cacofemismo è una figura retorica che consiste nell'usare, invece di un termine gradevole, un termine sgradevole che nel contesto acquista un valore positivo, anche ammirativo o affettivo. Molto usata nel parlare colloquiale, in particolare quando si usa il dialetto.